# Андрю Томас
Aндрю Сидни Уитиел Томас (на английски: Andrew Sydney Withiel Thomas) е американски космически инженер и астронавт на НАСА от австралийски произход. Той става гражданин на САЩ през декември 1986 г. с надеждата да вземе участие в програмата за пилотирани полети на НАСА.

## Ранни години
Роден е на 18 декември 1951 г. в Аделейд, Южна Австралия.
Получава бакалавърска степен по машинно инженерство през 1973 г. в Университета на Аделейд, а през 1978 и докторска степен.
След завършване на обучението си приема предложението на компанията Lockheed и през 1977 г. започва изследователска работа в едно от нейните поделения в град Мариета. Областта на изследванията е разработка на средства за контрол на аеродинамичния поток около летателния апарат и челното съпротивление на въздуха. След това от 1989 г. работи в Лабораторията за реактивно движение в Пасадена, където се занимава с изследвания в областта на микрогравитацията.

## Космически полети
През август 1993 г., след обучение и тренировки, Андрю Томас е назначен за член на отряда на астронавтите на НАСА и получава квалификация специалист по полетите в пилотирани експедиции на космическите совалки.
През юни 1995 г. е назначен за специалист по полезни товари по програмата STS-77 и през май 1996 г. Томас извършва първия си космически полет в състава на екипаж на совалката „Индевър“. Независимо от факта, че австралиеца Пол Скали-Пауър участва в полета на мисия STS-41G през 1985 г. като океанограф, А. Томас е официално първия астронавт на Австралия, летял в космоса.
След това участва в програмата „Мир-Шатъл“ през 1998 г. Обучава се в ЦПК „Ю. Гагарин“ в Звездното градче. Доставен е на борда на орбиталния комплекс „Мир“ с мисия STS-89, а се приземява с мисия STS-91. Прекарва в космоса над 130 денонощия като втори бординженер.
С третия си космически полет, мисия STS-102, увеличава сумарното си време, прекарано в космоса на над 177 денонощия. По време на този полет Томас извършва излизане в открития космос с продължителност 6 часа и 21 минута.
През 2005 г. участва в полета на совалката Дискавъри, мисия STS-114, известна още като „Завръщане към полети“.
| Космически полети на Андрю Томас                                    | Космически полети на Андрю Томас | Космически полети на Андрю Томас | Космически полети на Андрю Томас     | Космически полети на Андрю Томас         |
| №                                                                   | Дата                             | КК                               | Функции                              | Продължителност                          |
| ------------------------------------------------------------------- | -------------------------------- | -------------------------------- | ------------------------------------ | ---------------------------------------- |
| 1                                                                   | 19 май 1996                      | „Индевър“ STS-77                 | Специалист по мисията                | 10 денонощия 0 часа 40 мин и 11 сек.     |
| 2                                                                   | 23 януари 1998                   | „Индевър“ STS-89/ STS-91         | Специалист по мисията/ бординженер-2 | 140 денонощия 15 часа 13 мин 10 секунди. |
| 3                                                                   | 8 март 2001                      | „Дискавъри“ STS-102              | Специалист по мисията                | 12 денонощия 19 часа 50 мин 57 секунди.  |
| 4                                                                   | 26 юли 2005                      | „Дискавъри“ STS-114              | Специалист по мисията                | 13 денонощия 21 часа 33 мин 36 секунди.  |
| Сумарно време в космоса – 177 денонощия 9 часа 17 мин и 54 секунди. |                                  |                                  |                                      |                                          |